# Последний приказ
«Последний приказ» (англ. The Last Command) — немой драматический кинофильм режиссёра Джозефа фон Штернберга, премьера которого состоялась в 1928 году. Главную роль престарелого русского генерала исполнил 44-летний немец Эмиль Яннингс, удостоенный за неё первой в истории премии «Оскар» за лучшую мужскую роль.

## Сюжет
В 1928 году в Голливуде режиссёр Лев Андреев просматривает фотографии актёров для нового фильма. Дойдя до фотографии Сергея Александровича, он велит ассистенту утвердить его на роль. Сергей Александрович приходит на студию. Пока он примеряет генеральский мундир, один из актёров замечает, что тот постоянно подёргивает головой. Сергей извиняется и объясняет, что это — результат пережитого им великого потрясения.
Действие переносится на десять лет назад, в царскую Россию. Революция в самом разгаре. Великий князь Сергей Александрович, кузен царя и командующий всеми армиями, узнаёт от адъютанта, что во время обычной проверки документов в двух актёрах, развлекающих солдат, опознали опасных революционеров. Князь решает поиграть с ними в своё удовольствие. Когда один из них, Лев Андреев, начинает наглеть, Сергей бьёт его кнутом по лицу и бросает в тюрьму. Напарница Льва, красавица Наталья Даброва, интригует Сергея. Несмотря на опасность, он берёт её с собой, а через неделю дарит ей жемчужное ожерелье. Наталья понимает, что Сергей — человек чести, не меньше, чем она, любящий Россию. Когда она приглашает его в свою комнату, он замечает припрятанный пистолет, но нарочно поворачивается к ней спиной. Она хватает пистолет, но не может выстрелить.
Когда большевики захватывают поезд, на котором едут Сергей и Наталья, она притворяется, будто презирает Сергея. Вместо того чтобы расстрелять его на месте, она предлагает поставить его вместо истопника до самого Петрограда, где его публично повесят. Когда все напиваются, Наталья помогает Сергею бежать, отдав ему ожерелье для расходов на отъезд из страны. Сергей спрыгивает и с ужасом видит, как поезд срывается с ближайшего моста в ледяную реку.
Десять лет спустя Сергей живёт в нищете, работая статистом в Голливуде. Встретившись наконец с режиссёром, Сергей узнаёт его. Лев, рассчитывая унизить Сергея, утверждает его на роль русского генерала в батальной сцене. По сценарию генерал произносит речь перед деморализованными солдатами. Когда один из них пытается начать мятеж, сказав генералу: «Вы уже отдали свой последний приказ», тот бьёт его кнутом по лицу, как когда-то Сергей ударил Льва. На съёмках Сергей постепенно теряет чувство реальности. Вообразив, что он в самом деле находится на поле боя, он страстно призывает солдат сражаться за Россию. От перенапряжения он умирает, успев спросить, победили ли они. Тронутый Лев отвечает утвердительно. Ассистент замечает: «Он был великим актёром», на что Лев отвечает: «Он был больше чем великим актёром — он был великим человеком».

## В ролях
- Эмиль Яннингс — генерал Долгорукий / великий князь Сергиус Александер
- Эвелин Брент — Наталья Даброва
- Уильям Пауэлл — Лев Андреев
- Джек Рэймонд — ассистент
- Николай Сусанин[англ.] — адъютант
- Михаил Визаров — Серж, охранник
- Фриц Фельд — революционер, похожий на Троцкого
- Харри Кординг — революционер, похожий на Ленина
- Александр Иконников — инструктор
- Николай Коблянский — инструктор
- Сэм Савицкий — рядовой
- Гарри Кординг — революционер (в титрах не указан)

## Прототип
По рассказу Эрнста Любича, прототипом главного героя послужил «генерал русской армии» (на самом деле офицер Кирасирского полка, в 1908 году адъютант московского генерал-губернатора) Фёдор Александрович Лодыженский (1876—1947). Любич встречался с ним в России, а затем в Нью-Йорке, где тот открыл русский ресторан. Однажды Любич встретил бывшего «генерала» на студии в полном обмундировании: он искал работу в массовке за $7.50 в день. Любич рассказал об этом Лайошу Биро, автору сценария «Последнего приказа». Лодыженский в 1929—1935 годах сыграл несколько ролей в кино под именем «Теодор Лоди» (англ. Theodore Lodi). Умер и похоронен в Нью-Йорке.
С 1901 года Лодыженский был женат на Елизавете Геннадиевне Львовой. У него был сын Александр, 1903 г.р. Они остались в России и в 1924 году были репрессированы.

## Награды
«Оскар»:
- 1928 — Лучшая мужская роль (Эмиль Яннингс)